# Blonde Redhead
Blonde Redhead é uma banda de rock alternativo composta por Kazu Makino (vocal e guitarra base) e os irmãos gêmeos Amedeo Pace (vocal e guitarra) e Simone Pace (bateria) formada em 1993 em Nova Iorque. Os primeiros álbuns da banda foram notados por suas influências de noise rock, embora seu som tenha evoluído no início dos anos 2000 com os lançamentos de Misery Is a Butterfly (2004) e 23 (2007), que incorporaram elementos de dream pop, shoegaze e outros gêneros. Eles lançaram nove álbuns de estúdio regulares e fizeram turnês internacionais.

## Discografia
Álbuns de estúdio
- 1995: Blonde Redhead
- 1995: La Mia Vita Violenta
- 1997: Fake Can Be Just as Good
- 1998: In an Expression of the Inexpressible
- 2000: Melody of Certain Damaged Lemons
- 2004: Misery Is a Butterfly
- 2007: 23
- 2010: Penny Sparkle
- 2014: Barragán